# Tuder
Tuder ist ein vorwiegend im niederösterreichischen mostviertler Raum zu findender Nachname. 

## Herkunft
Der Familienname Tuder ist seit etwa 150 Jahren im Zentralraum von Niederösterreich konzentriert. Andere lokale Vorgängerschreibformen dieses Namens (Dutter, Tutter etc.) sind ebenfalls in der Umgebung geläufig.
Die Wortherkunft lässt sich nicht eindeutig klären, es gibt hier zwei Vermutungen:
- 1. Möglichkeit: Der Name Tuder steht in Verbindung mit den Rufnamen Dutt oder Tutt, einer Kurzform des alten Namensstammes Theuda, welcher in Rufnamen, wie etwa Diether, Dietbert, Dietz oder Thietmar enthalten ist. Theuda ist ein häufiger germanischer Name, welcher etwa Volk bedeutet. Der aus Dutt, Tuto oder einem seiner Varianten entstandene Familienname Tuder hat eine patronymische Bindung, er ist nach seinem Vater, oder einer anderen Person (Onkel, Dienstbeber etc.) benannt. Der Name Tuder kann daher als Sohn oder Angehöriger eines Dutt oder Tuto bedeuten.

- 2. Möglichkeit: Der Name Tuder stammt von einem Mann ab, welcher auf einer Tute, der mittelniederdeutscher Namensform von Tüte, also einem horn- oder trichterförmigen Blasinstrument gespielt haben könnte. Dieser Mann könnte beim Militär oder in einem Orchester gespielt haben. Möglicherweise war er auch Spielmann, Gaukler oder Schauspieler auf Jahrmärkten oder Kirtagen. Die Entwicklung des hier zugrunde liegenden Berufsnamens liegt in der binnendeutschen Konsonantenschwäche begründet. Man versteht dabei den Zusammenfall des stark artikuliertem ersten Konsonanten und dem schwach artikuliertem zweiten Konsonanten. So kann aus Der Mann mit der Tute vielleicht Tuder entstanden sein.

Es gibt auch Vermutungen, dass sich der Name aus der lateinischen Form der italienischen Stadt Todi ableitet. Diese Spekulation kann zumindest für die Namensentwicklung im niederösterreichischen Raum nicht bestätigt werden, da sich der Name im zentralen Niederösterreich durch Lautverschiebung Ende des 19. Jahrhunderts aus dem Namen Dutter und dieser sich wiederum aus dem Namen Thuter entwickelt hat.

## Verbreitung
Im Juli 2007 trugen etwa 90 Personen in Österreich den Nachnamen Tuder. Damit ist er ein sehr seltener Name. Über 50 % davon sind in Niederösterreich vermerkt. In Deutschland kommt der Nachname noch seltener vor, er ließ sich im September 2009 nur einmal nachweisen. In den USA ist der Name wesentlich geläufiger. Ein Grund dafür ist die Emigration von mehreren Personen namens Tuder in die USA.
Abgewandelte Nachnamen, wie etwa Dutter oder Duda sind in Österreich etwas geläufiger, sie sind jedoch auch im Raum Niederösterreich konzentriert.

## Bekannte Namensträger
- John Tuder, englischer Komponist des 15. Jahrhunderts
- Anton Tuder (1888–1942), österreichischer Bundesbahnangestellter, Bürgermeister der Gemeinde Maria Gail und Opfer des Nationalsozialismus[7]
- Vanessa Tuder (* 1997), Politikerin (ÖVP)